# Боцоле
Бо̀цоле (на италиански: Bozzole; на пиемонтски: Bossli, Босъли) е село и община в Северна Италия, провинция Алесандрия, регион Пиемонт. Разположено е на 91 m надморска височина. Населението на общината е 326 души (към 2013 г.).